# Jacqueline Saveria
Jacqueline Saveria, née Jacqueline Felici à Tarbes le 26 novembre 1914 et décédée à Neuilly-sur-Seine le 15 novembre 2001, est une résistante française déportée à Ravensbrück pendant la Seconde Guerre mondiale et une romancière. Elle épouse successivement l'officier de marine et résistant Paul Saint-Guily, puis, après-guerre, un autre résistant, le diplomate Francis Huré. Elle meurt en 2001.

## Biographie

### Guerre et déportation
Elle épouse, en 1942, Paul Saint-Guily, officier de la marine française, alors engagé comme résistant qui fournit des informations à la France libre par la Suisse. Dénoncé par sa concierge, il réussit à s'enfuir, mais son épouse est capturée par les SS pour complicité de terrorisme, servir d'otage et pousser son mari à se rendre. Déportée au camp pour femmes et enfants de Ravensbrück par le convoi de Pantin du 15 août 1944 (convoi des 57000), elle ne manque aucune occasion d'affirmer sa forte personnalité.

### Après-guerre
Le camp de Ravensbrück est libéré le 30 avril 1945 par les Russes accompagnés d'un jeune diplomate français de la France libre,  Francis Huré. Il devient l'amant, puis le mari de Jacqueline et aura, à ses côtés, une glorieuse carrière d'ambassadeur.
Après-guerre, Jacqueline Saveria-Huré obtient un diplôme d'études supérieures de lettres de l'université de Dijon en 1957 et se tourne vers l'écriture, rejoignant en cela son mari, Francis Huré, qui mène en parallèle une carrière d'écrivain .
À la fin de sa vie, elle prend contact avec une autre déportée : Simone Veil.

## Œuvre
Romans
- Ni sain, ni sauf, 1954
- Les Combes de la Côte : étude physique, 1957
- Mémoires de Marie, fille d'Israël, 1986
- L'Homme de feu ou Amos, le prophète, 1993